# Yaa Akyaa
Yaa Akyaa (1847-1917) est une Asantehemaa (reine mère) de l'Empire Ashanti de 1884 à 1896. Elle a exercé une grande influence pendant le règne de son fils, dont elle est la corégente de fait.

## Biographie

### Débuts
Yaa Akyaa est née dans l'empire Ashanti vers 1847. Elle est la fille de l'Asantehemaa Afua Kobi, issue de la royauté Oyoko. Peu après sa naissance, il a été décidé qu'elle succéderait à la reine Afua Kobi en tant qu'Asantehemaa, connue sous le nom de Reine Mère. Yaa Akyaa a ensuite épousé Akyebiakyerehene Kwasi Gyambibi, qui a servi de conseiller à la Reine Mère et à d'autres chefs importants de l'empire. Pendant leur mariage, ils ont eu treize enfants

### Carrière
Yaa Akyaa est devenue reine mère en 1884 après avoir évincé son frère Mensa Bonsu Kumaa en 1884, année au cours de laquelle elle l'a exilé, lui et sa mère. Son fils Kwaku Dua II est devenu roi, mais est mort de la varicelle après 44 jours de règne, après quoi elle a organisé l'accession de son fils Prempeh Ier au tabouret d'or. Comme il n'avait que 15 ans, elle a pu exercer une grande influence sur lui tout en restant elle-même au pouvoir. Cependant, après qu'il a été déclaré héritier du trône, une autre personne a rivalisé avec lui, provoquant des troubles en Ashanti. Au cours de cette guerre civile constante, les Adansis voisins ont profité de l'état de faiblesse des Ashanti. Les Adansis demandèrent à leur tour aux Britanniques de déclencher une guerre contre les Ashanti, ce que les Britanniques acceptèrent. Elle était sévèrement anti-britannique, et ne reculait devant rien pour neutraliser ou éliminer ses ennemis, bien qu'elle soit par ailleurs intelligente en matière de politique royale. Sa haine pour les Britanniques provenait de la maladie qu'ils apportaient au peuple Ashanti et des conflits qu'ils provoquaient.

### Fin
En 1896, les Britanniques parviennent à soumettre les Ashanti et l'exilent aux Seychelles, avec son fils et d'autres chefs, où elle restera jusqu'à sa mort. Elle reste une figure controversée au Ghana en raison de son habitude de recourir à la violence contre ses opposants.